# Lucio Celio Rufo
Lucio Celio Rufo (en latín Lucius Coelius Rufus) fue un senador romano que desarrolló su cursus honorum entre el último cuarto del siglo I y el primer cuarto del siglo II, bajo los imperios de Domiciano, Nerva, Trajano y Adriano.

## Carrera
Su primer cargo conocido fue el de consul suffectus entre noviembre y diciembre de 119, bajo Adriano.
En 120 fue nombrado legado de la provincia  Moesia Superior, ocupando este puesto hasta 123-124, para, por último, ser designado gobernador de Germania Inferior, puesto que ocupaba en 127.